# Baliza Gobernación Marítima de Tierra del Fuego
La baliza Gobernación Marítima de Tierra del Fuego fue una baliza no habitada de la Armada Argentina ubicada en las costas de la bahía Ferguson en la península Corbeta Uruguay de la isla Thule (o Morell) del grupo Tule del Sur de las islas Sandwich del Sur. Fue instalada el 26 de enero de 1955, siendo la primera baliza argentina del archipiélago.

## Historia
El 18 de enero de 1955 llegó a la isla el rompehielos ARA General San Martín al mando de Luis Tristán Villalobos y Alicio Ogara, instalando tanto el Refugio Teniente Esquivel como la baliza a unos 200 metros. Se dejaron víveres y símbolos patrios argentinos. En diciembre del mismo año el refugio fue habitado, siendo la primera ocupación humana del archipiélago de las Sandwich del Sur por un tiempo prolongado.
La baliza tenía 4 metros de altura. En noviembre de 2004 un barco ruso en un viaje turístico visitó la isla, declarando que en el sitio solo estaban las instalaciones argentinas destruidas, incluyendo los restos de las balizas del área.
El nombre de la baliza homenajea a la gobernación marítima del Territorio Nacional de la Tierra del Fuego, Antártida e Islas del Atlántico Sur, donde la Argentina integraba a las Sandwich del Sur (hoy Provincia de Tierra del Fuego, Antártida e Islas del Atlántico Sur).